# 塔马兰
塔馬蘭（法語：Tamarin）是毛里求斯岛西岸黑河區的一个村庄。以前为黑河區議會的所在地。现时區議會设于邦布，因為邦布相比於塔馬蘭來說，較為容易為其他村的村民到達。
塔馬蘭被山峰围绕，景色优美，紧邻岛西岸的另外一个渔村黑河村。塔馬蘭是个老漁村，现已开发成住宅区及略具规模的度假村。塔马兰在冲浪者中备受欢迎。塔马兰近年来受益于持续的开发，新建有商业休闲区域及小学。

## 地理
- 塔马兰河
- 塔马兰瀑布

## 文學創作
在《人性禁島》這部小說裡亦曾提及過塔馬蘭這個地方，以及鄰近的莫爾納島和西南角。

## 外部連結
- 黑河区议会官方网站 （页面存档备份，存于） （英文）